# HATS-7
HATS-7, TOI-825 — одиночная звезда в созвездии Девы на расстоянии приблизительно 794 световых лет (около 244 парсек) от Солнца. Визуальная звёздная величина звезды — +13,34m. Возраст звезды определён около 8,956 млрд лет.
Вокруг звезды обращается, как минимум, одна планета.

## Характеристики
HATS-7 — оранжевый карлик спектрального класса K2V, или K2. Масса — около 0,849 солнечной, радиус — около 0,693 солнечного, светимость — около 0,368 солнечной. Эффективная температура — около 4850 K.

## Планетная система
В 2015 году группой астрономов, работающих в рамках проекта HATSouth, было объявлено об открытии планеты HATS-7 b.